# Partito Cristiano Sociale (Svizzera)
Il Partito Cristiano Sociale (in tedesco Christlich-Soziale Partei, in francese Parti Chrétien-Social), o semplicemente PCS, è un partito politico svizzero, a ispirazione cristiano sociale e ambientalista.
Il PCS non è presente in tutti i cantoni. In alcuni, infatti, i cristiano-sociali sono presenti nel Partito Popolare Democratico.

## Storia
Il movimento cristiano sociale è nato alla fine del XIX secolo per contenere la deriva conservatrice assunta dal movimento politico svizzero di ispirazione cristiana. Per decenni, i cristiano sociali, però, non hanno dato vita ad un partito autonomo limitandosi a rappresentare la componente di "sinistra" dei partiti di ispirazione cristiana. Quando si parla, quindi, di "cristianesimo sociale" lo si fa nell'accezione italiana, francese, latino-americana e non tedesca o statunitense. In Germania, Austria, Tirolo, USA, infatti, l'espressione Cristiano-Sociali è spesso sinonimo di solidarismo in campo sociale, ma conservatorismo in campo economico ed etico (vedi alla CSU  tedesca).
Il PCS nasce ufficialmente nel 1997 dall'incontro tra vari partiti cristiano-sociali dei cantoni di Friborgo, Giura, Lucerna e Zurigo. Solo nel 2005 la componente cristiano-sociale del PDC dei cantoni di Vallese e Obvaldo hanno abbandonato il partito d'origine per aderire al PCS. In Vallese, però, sono passati al PCS solo i cristiano-sociali di lingua francese, non anche quelli di lingua tedesca.
Pur conseguendo discreti risultati nelle elezioni cantonali (8% Friburgo, 13,6% Giura), nelle elezioni federali non supera lo 0,5% dei voti. Alle elezioni federali del 2007 il PSC ha confermato i risultati del 2003 (0,4% e 1 deputato).

## Ideologia
Il Partito Cristiano Sociale si caratterizza come un partito a ispirazione cristiano sociale  ma decisamente progressista in campo etico e sociale. È favorevole all'adesione all'Unione europea, sostiene la famiglia, ma ammette il riconoscimento delle unioni civili, si impegna per decise politiche ambientaliste e per l'accoglienza degli immigrati.
In vari cantoni è alleato nei governi locali con il Partito Ecologista Svizzero e il Partito Socialista Svizzero. In Consiglio nazionale il suo unico deputato forma un gruppo comune con i deputati verdi.